# Lotte Laserstein
Lotte Laserstein, née le 28 novembre 1898 à Preuβisch Holland, une petite ville de l’Est de la Prusse (aujourd’hui cette ville fait partie de la Pologne et s’appelle Pasłęk) et morte le 21 janvier 1993 à Kalmar en Suède, est une peintre et portraitiste allemande et suédoise.

## Biographie

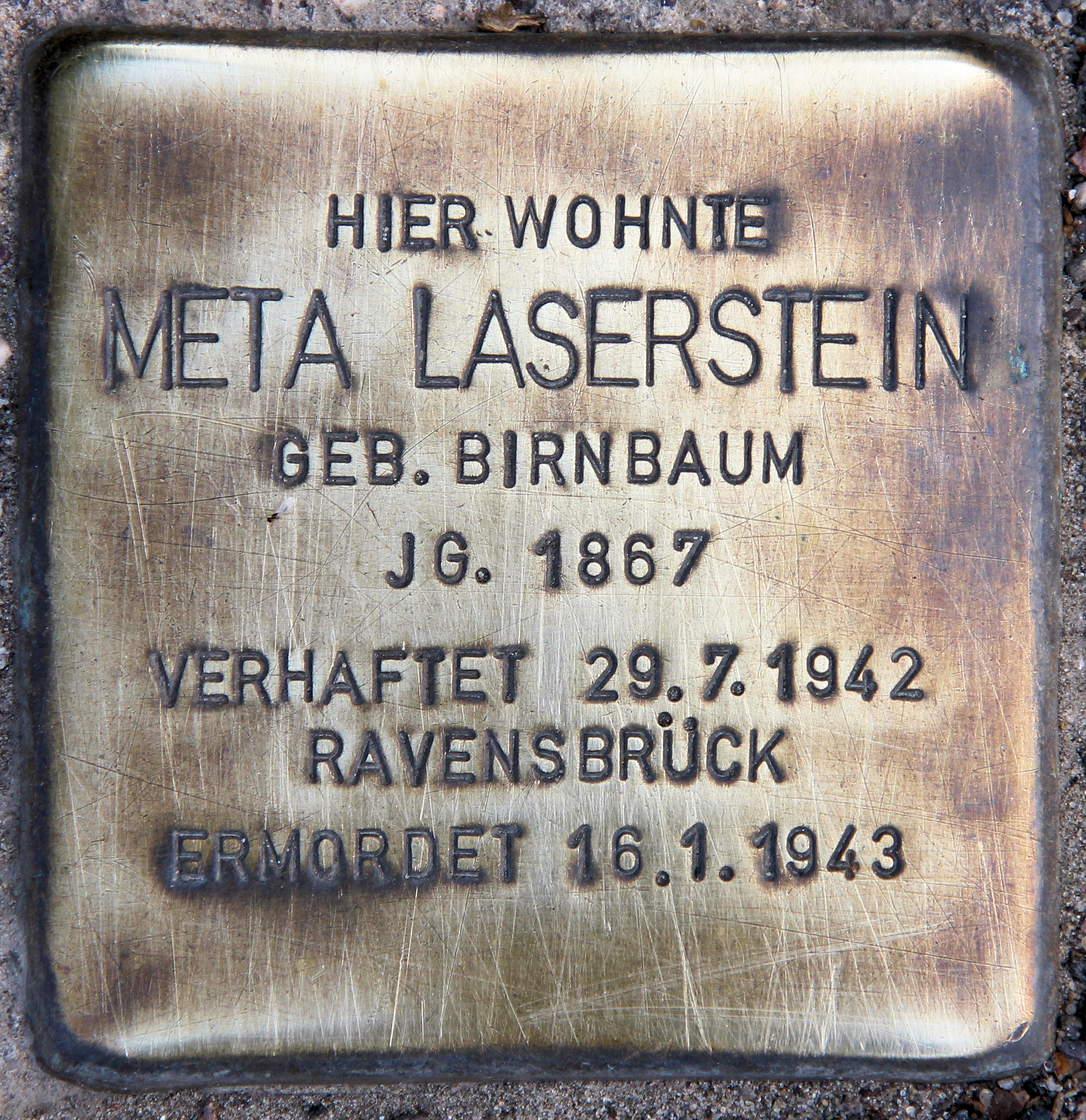
Stolperstein pour la mère de Lotte Laserstein, Immenweg 7, à Berlin-Steglitz

Lotte Laserstein naît le 28 novembre 1898 à Preuβisch Holland dans une famille juive assimilée,. Son père, Hugo, est pharmacien et sa mère, Meta, pianiste, professeur de piano et peintre sur porcelaine. En 1902, son père décède et la famille déménage à Danzig, où Lotte va vivre avec sa mère et sa sœur, Käte (1900-1965), chez sa grand-mère et sa tante, l’artiste peintre Elsa Birnbaum. C’est grâce à sa tante que Lotte Laserstein découvre la peinture. En effet, Elsa Birnbaum a sa propre école d’art et Lotte assiste à ses cours dès 1908,.
En 1912, la famille déménage à Berlin où Lotte Laserstein passe son baccalauréat en 1918. Après des études de philosophie et d’histoire de l’art, elle entre en 1921 à l’Académie des arts de Berlin, qui avait ouvert ses portes aux femmes depuis peu. Elle suit les cours auprès d’Erich Wolfsfeld,. Elle finit ses études en deux ans. Elle fait la connaissance de Traute Rose qui devient son modèle favori, capable de garder de longues poses. Traute Rose est son amie pendant près de cinquante ans et figure dans de nombreux tableaux,.
En 1922, la famille perd une grande partie de sa fortune en raison de la crise économique. Afin de subvenir à ses besoins, Lotte occupe un travail d’illustratrice.
En 1927, elle a son propre atelier à Berlin-Wilmersdorf et y ouvre aussi une école privée d’art.
Entre 1928 et 1931, Lotte Laserstein participe à 22 expositions et s’inscrit à de nombreux concours. En 1929, elle devient membre de l’association des femmes artistes berlinoises.
Sa carrière est très prometteuse, mais prend fin en 1933 quand les lois anti-juives nazies lui interdisent d'exposer et d'enseigner. Elle est bannie de toute vie publique et écartée de la scène artistique. Son école d’art est fermée et on lui interdit d’organiser des expositions publiques,.
Lotte Laserstein émigre en Suède pour fuir le nazisme. En 1937, à l'invitation de la galerie suédoise, Galleri Modern, à Stockholm, elle quitte l'Allemagne avec toute une série de tableaux. Six mois plus tard, elle épouse, par un mariage de convenance, le marchand juif Sven Jakob Markus, pour obtenir la nationalité suédoise. Elle tente en vain de faire sortir d’Allemagne sa mère, sa sœur et l’amie de celle-ci. Sa mère meurt en 1943 au camp de concentration de Ravensbrück, sa sœur Käthe survit à la Shoah en se cachant à Berlin. Elle rejoint également la Suède où les deux sœurs vivent ensemble jusqu'à ce que Käthe Laserstein retourne en Allemagne en 1954.
Pour survivre, Lotte Laserstein peint surtout des portraits à la commande, mais aussi des paysages. Elle connaît un succès important en Suède mais elle souffre des conditions matérielles et psychologiques de l'exil et son œuvre ne retrouve pas l'éclat des années berlinoises. En 1952, Lotte Laserstein reçoit une commande pour réaliser un portrait du gouverneur de Kalmar et de sa femme, Ruben et Helga Wagnsson. Une fois le portrait terminé, elle commence à faire la navette entre Stockholm et Kalmar car elle se sent plus à l'aise dans la petite ville de Kalmar. Elle devient résidente permanente de Kalmar en 1957. Elle continue à peindre des portraits mais réalise également des natures mortes de fleurs et de paysages.
Après la Deuxième Guerre mondiale, la mode est à l'abstrait et malgré une petite percée dans les pays anglo-saxons au début des années 1990, elle reste relativement inconnue hors de Suède,.
En 1977, elle obtient le prix de la culture de la ville de Kalmar.
Après la guerre, l’artiste voyage beaucoup en Europe, parfois accompagnée par la peintre Elsa Celsing (1880-1974), qu’elle admire. Elle poursuit sa carrière artistique, tout en demeurant relativement méconnue hors de Suède, et s’éteint en 1993.
Lotte Laserstein meurt à l’âge de 94 ans le 21 novembre 1993 à Kalmar en Suède. Elle est enterrée au cimetière Räpplinge à Öland.

## Œuvres
Lotte Laserstein peut être considérée comme une femme indépendante ne voulant pas suivre le destin classique des femmes de l’époque. Il lui était important de réussir sa vie avec son art et d’être reconnue en tant qu’artiste peintre. De nombreux autoportraits la montrent devant son chevalet, pinceau et palette de peinture à la main, habillée d’une blouse blanche.
Elle a réussi à vivre de son art d’une part en créant sa propre école, d’autre part en vendant ses tableaux. Elle a participé à de nombreux concours et ses œuvres ont été choisies pour illustrer des articles dans des revues féminines comme son tableau Russisches Mädchen mit Puderdose paru dans la revue Die Woche du 15 novembre 1928 ou encore son tableau  Die Tennisspielerin (1929) paru dans la revue Der Bazaar en 1930.
Lotte Laserstein s’est appliquée à représenter une nouvelle image de la femme. Cheveux courts, pantalon souple, la femme est libérée du corset du 19e siècle, elle fait du sport et elle fume. Son modèle préféré est son amie Traute Rose qu’on voit sur la plupart de ses tableaux.
Mais son œuvre la plus connue est le tableau Abend über Potsdam. L’ambiance y est mélancolique, les personnages assis à table ne discutent pas, ils sont pensifs et tristes, ils pressentent peut-être que la crise et la guerre changeront leur vie.
Depuis le début des années 2000, grâce aux travaux de l’historienne de l’art Anna-Carola Krausse, qui lui consacre des écrits et des expositions, Lotte Laserstein bénéficie d’un regain d’intérêt.

## Expositions
- 1985 : German Art in the 20th Century, Royal Academy of Arts, Londres
- 1987 : Agnew's, Londres[13]
- 1990 :  Belgrave Gallery et Agnew's, Londres[3]
- 2003: Retrospective Lotte Laserstein (1898–1993) – Meine einzige Wirklichkeit, Palais Ephraim à Berlin[3]
- 2004: Lotte Laserstein – min enda verklighet, Musée de Kalmar, Suède[14]
- 2005: Sternverdunkelung. Lotte Laserstein och Nelly Sachs – om exilens villkor, Musée juif Stockholm[14]
- 2006: Lotte Laserstein – ur exilens anonymitet, Bror Hjorths Hus, Uppsala[15]
- 2018: Lotte Laserstein – Von Angesicht zu Angesicht, Musée Städel à Francfort-sur-le-Main du 19 septembre 2018– au 17 mars 2019[16]
- 2019: Lotte Laserstein - Von Angesicht zu Angesicht, Berlinische Galerie à Berlin du 5 avril 2019 au 12 août 2019[17],[18]

Ses œuvres font partie des collections du National Museum of Women in the Arts à Washington, du Konstmuseum de Kalmar, du Städel Museum à Francfort, du Musée historique allemand et de la Neue Nationalgalerie à Berlin,,.